# Día Mundial del Modernismo
El Día Mundial del Modernismo es una jornada que se celebra anualmente el 10 de junio desde 2013, establecida por el Museo de Artes Aplicadas de Budapest en ese mismo año.

## Proclamación
El Día Mundial de Modernismo o World Art Nouveau Day (WAND, por sus siglas en inglés) se proclamó por primera vez en 2013 por el Museo de Artes Aplicadas de Budapest en cooperación con Szecessziós Magazin, una revista húngara sobre Art Nouveau. El objetivo de este día es aumentar la conciencia pública sobre el patrimonio del estilo modernista. Este evento cuenta con el apoyo institucional de importantes organizaciones europeas, incluyendo la Réseau Art Nouveau Network (RANN) y la Ruta Europea del Art Nouveau en Barcelona. Además, en 2019, el evento recibió el respaldo de la Alianza del Patrimonio Europeo, subrayando su reconocimiento y relevancia a nivel continental.

## Celebración
Se celebra anualmente el 10 de junio, fecha elegida por ser el aniversario de la muerte de dos arquitectos emblemáticos del movimiento, Antoni Gaudí y Ödön Lechner. Desde su primera celebración en 2013, este día ha contado con la participación de diversas instituciones a nivel mundial. En 2018, por ejemplo, La ciudad de Oradea se convirtió en un centro de celebración, con actividades que incluyeron exposiciones fotográficas, visitas guiadas, conciertos y espectáculos de Video Mapping. La RANN también ha sido parte activa de estas celebraciones desde 2013, organizando concursos fotográficos y otros eventos en Europa.

## Temas
- 2013 Primer Día Mundial del Art Nouveau[7]
- 2014: Segundo Día Mundial del Art Nouveau,[8] Art Nouveau ‘Selfie’ Contest, ('Concurso de 'Selfies' modernistas)[9]
- 2015: Women in Art Nouveau, ('La mujer en el modernismo')[10]
- 2016: Art Nouveau Details, ('Detalles modernistas')[11]
- 2017: Movement in Art Nouveau, ('Movimeinto en el modernismo)[12][13]
- 2018: My Favourite Art Nouveau Architect, ('Mi arquitecto modernista favorito')[14][15][16]
- 2019: Staircases, ('Escaleras')[17][18]
- 2020: Stained-glass, ('Vidrieras')[19]
- 2021: Animals, ('Animales')[20]
- 2022: Typography, ('Tipografia')[6][21]
- 2023: Materials, ('Materiales')[22]
- 2024: Light, ('Luz')[23]